# إدارة كوفو
إدارة كوفو هي واحدة من إدارات بنين عاصمتها دوجبو توتا. تحد الإدارة دولة توغو وإدارات مونو وزو وأتلانتيك. أنشئت إدارة كوفو في عام 1999 عندما فُصلت عن إدارة مونو.

## الجغرافيا
تقع إدارة كوفو في جنوب غرب بنين، وتبلغ مساحتها 2404 كيلومتر مربع. تحدها إدارة زو من الشمال وإدارة أتلانتيك من الشرق وإدارة مونو من الجنوب وتوغو من الغرب. سطح الإدارة هضبي ارتفاعها ما بين 20 إلى 200 م (66 إلى 656 قدم) فوق مستوى سطح البحر، تتخللها أودية نهري ساهوا وكوفو. تتلقى الإدارة متوسط أمطار سنوي حوالي 1,200 مـم (47 بوصة)، في موسمين من الأمطار من مارس إلى يوليو ومن سبتمبر إلى نوفمبر.

## السكان
| التعداد الديني      | التعداد الديني      | التعداد الديني | التعداد الديني | التعداد الديني |
| ------------------- | ------------------- | -------------- | -------------- | -------------- |
|                     |                     |                |                |                |
| الإسلام             | الإسلام             |                | 0.9%           | 0.9%           |
| ميثودية             | ميثودية             |                | 2.2%           | 2.2%           |
| فودو                | فودو                |                | 56.5%          | 56.5%          |
| الكاثوليكية         | الكاثوليكية         |                | 5.9%           | 5.9%           |
| مذهب مسيحي آخر      | مذهب مسيحي آخر      |                | 20.8%          | 20.8%          |
| ديانات تقليدية أخرى | ديانات تقليدية أخرى |                | 1.4%           | 1.4%           |
| أخرى                | أخرى                |                | 8.3%           | 8.3%           |

بلغ مجموع سكان الإدارة 745,328 نسمة (منهم 348,574 ذكر و396,754 أنثى) في عام 2013. نسبة سكان الريف منهم 72.20٪، والنسبة الباقية من سكان الحضر 27.80٪. بلغ عدد السكان الأجانب 2,167 نسمة يمثلون 0.30٪ من إجمالي عدد السكان في الإدارة. بلغ عدد الأسر في الإدارة 140,444 أسرة ومتوسط حجم الأسرة 5.3. وبلغ معدل النمو السكاني 3.20٪.
متوسط سن الزواج لدى النساء 21.4 ومتوسط سن الإنجاب 29. بلغت مجموع القوى العاملة في الإدارة 208,974 شخص، نسبة النساء منهم 52.60٪. بلغت نسبة الأسر التي ليس لديها مستوى تعليمي 68.60٪ ونسبة الأسر التي أطفالها يذهبون إلى المدرسة 60.20٪.
المجموعات اللغوية والعرقية الرئيسية في الإدارة هي الفون والأجا والمينا والكوتافون والأييزو والسكسوي.

## التقسيمات الإدارية

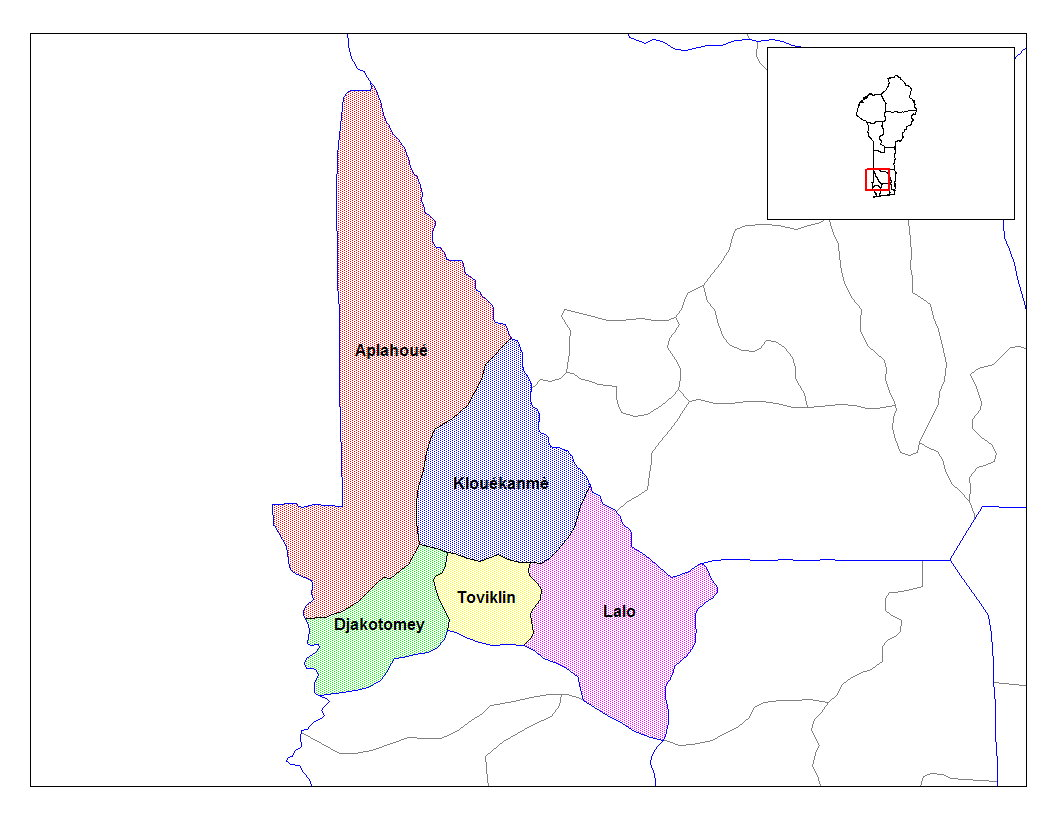
كوميونات كوفو

تنقسم إدارات كوفو إلى ست بلديات كل واحدة سميت على مقر البلدية وأكبر مدينة فيها، البلديات كالآتي: أبلاهويه وجاكوتومي وكلويكانمي ولالو وتوفيكلين ودوغبو توتا. لدى البلديات والمجالس البلدية ممثلون منتخبون يديرون البلديات، أجريت الانتخابات الأخيرة لهذه المجالس في مايو 2020، أثناء جائحة فيروس كورونا.